# Tre' Coggins
Trenton Cole Coggins, detto Tre' (San Juan Capistrano, 13 ottobre 1992), è un ex cestista statunitense.